# Fulica atra
La focha común (Fulica atra) es una especie de ave gruiforme de la familia Rallidae que habita en lagos, ríos, charcas marjales, y en invierno, en bahías abrigadas. Son fácilmente distinguibles por su plumaje negro y su escudete frontal y pico blancos, en ambos sexos. Su área de distribución abarca Eurasia, el norte de África y Oceanía.

## Descripción

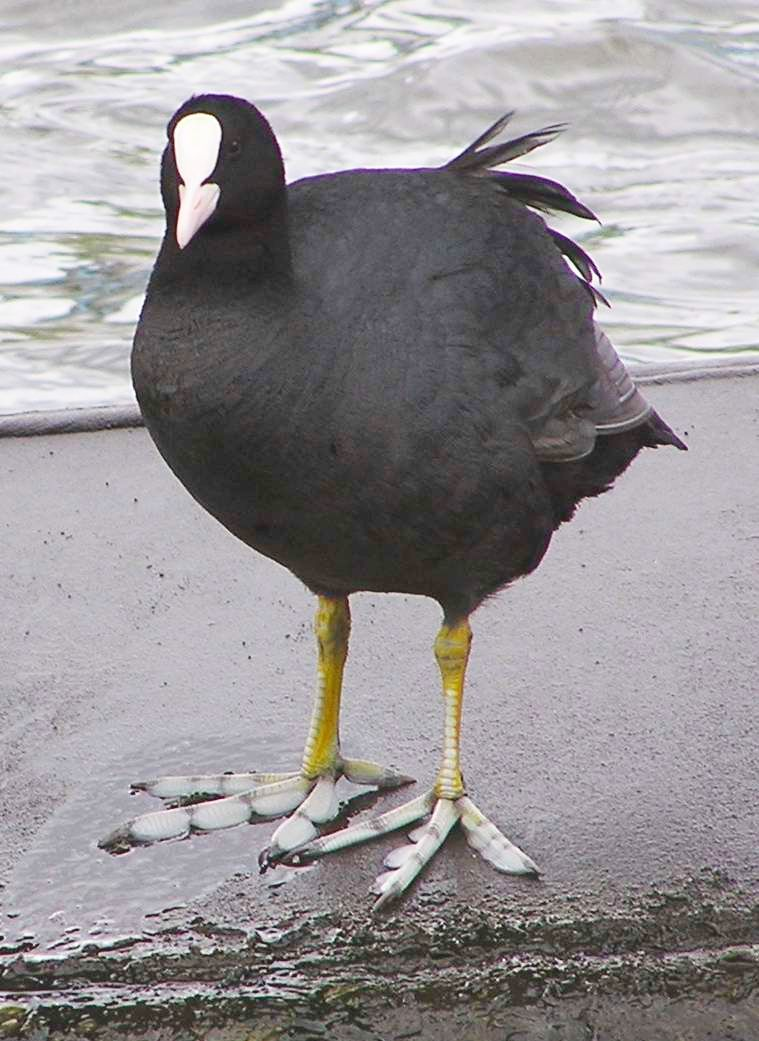
Se caracteriza por su escudete frontal y picos blancos en contraste con su plumaje negro.

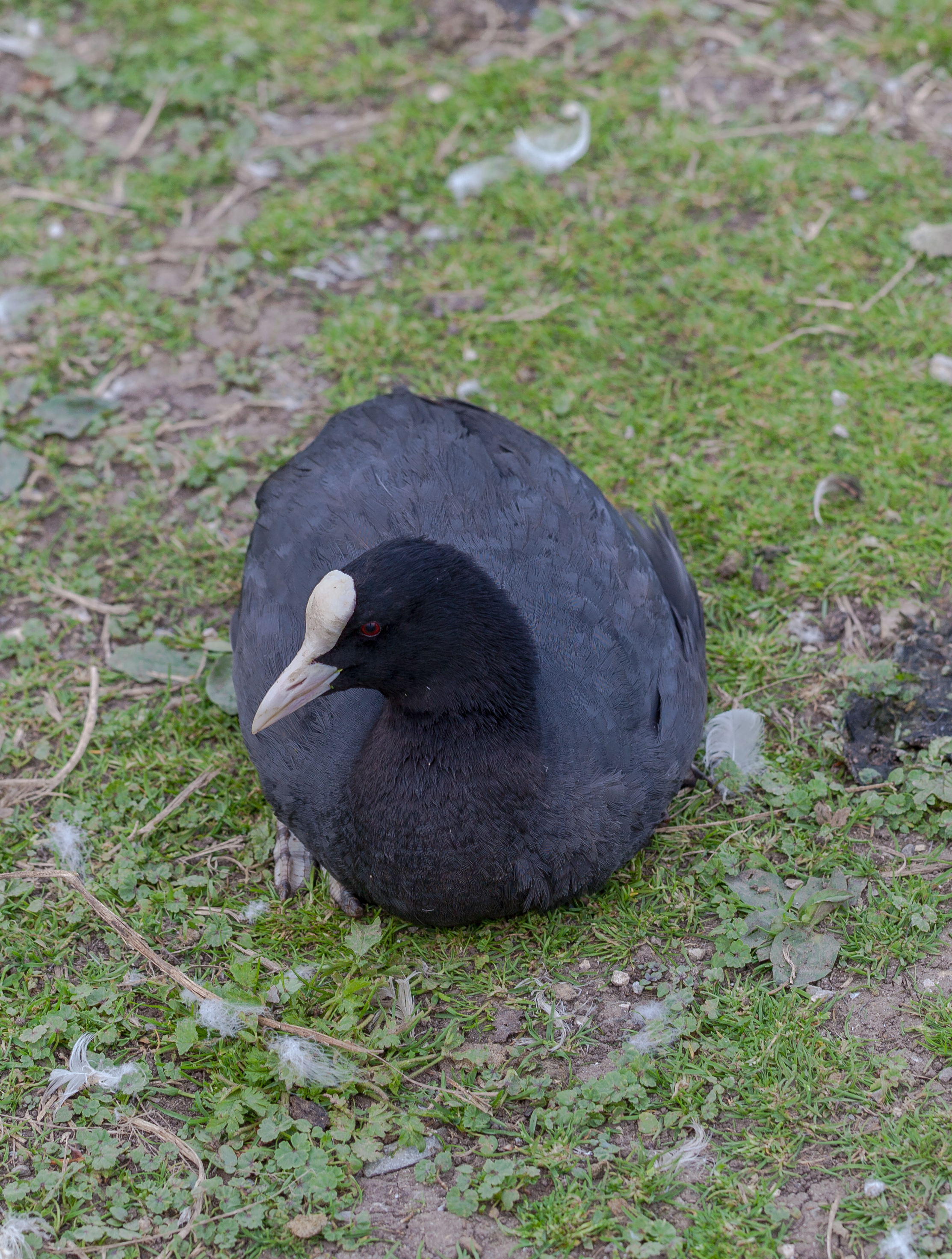
Focha comün reposando.

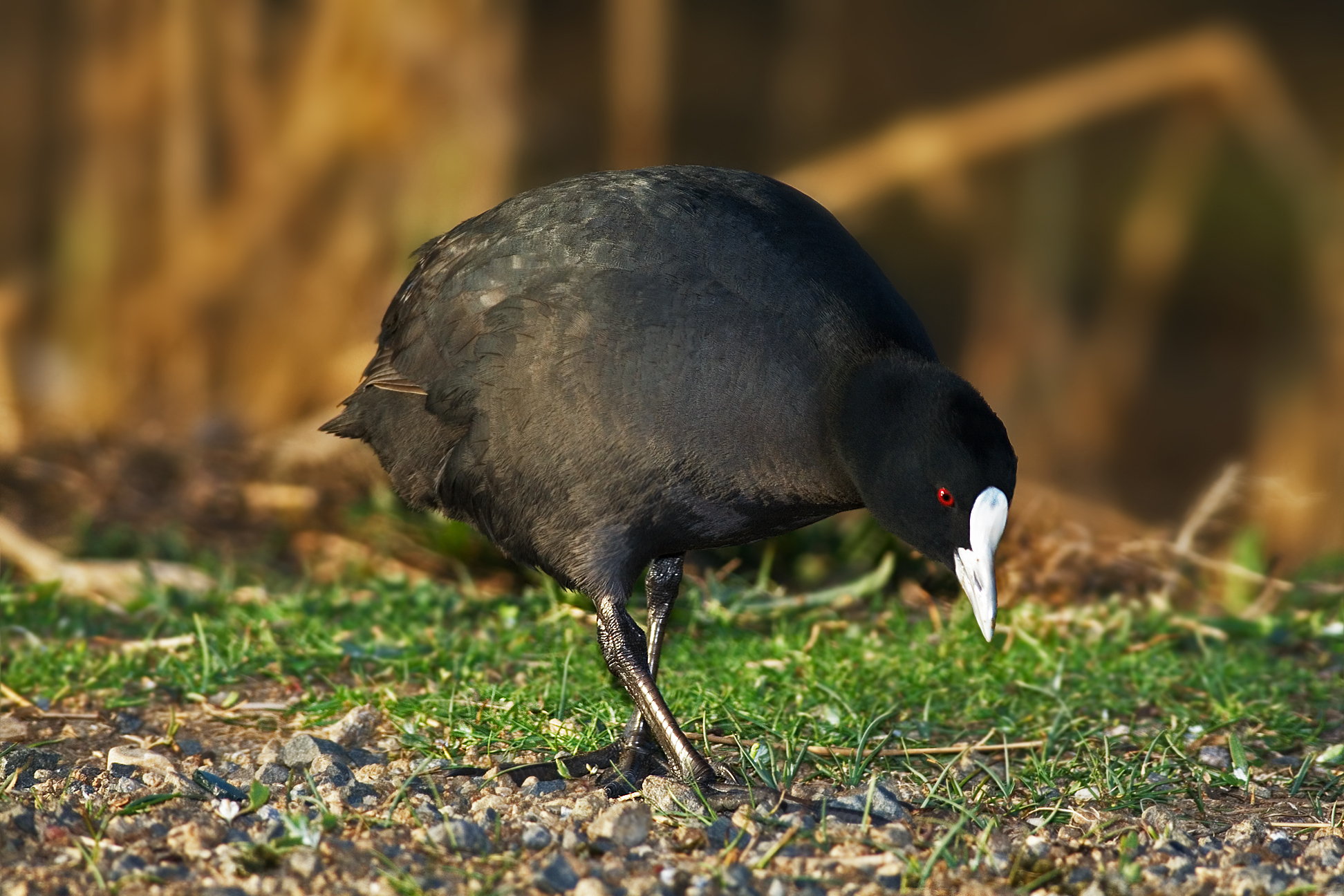
Las fochas son omnívoras.

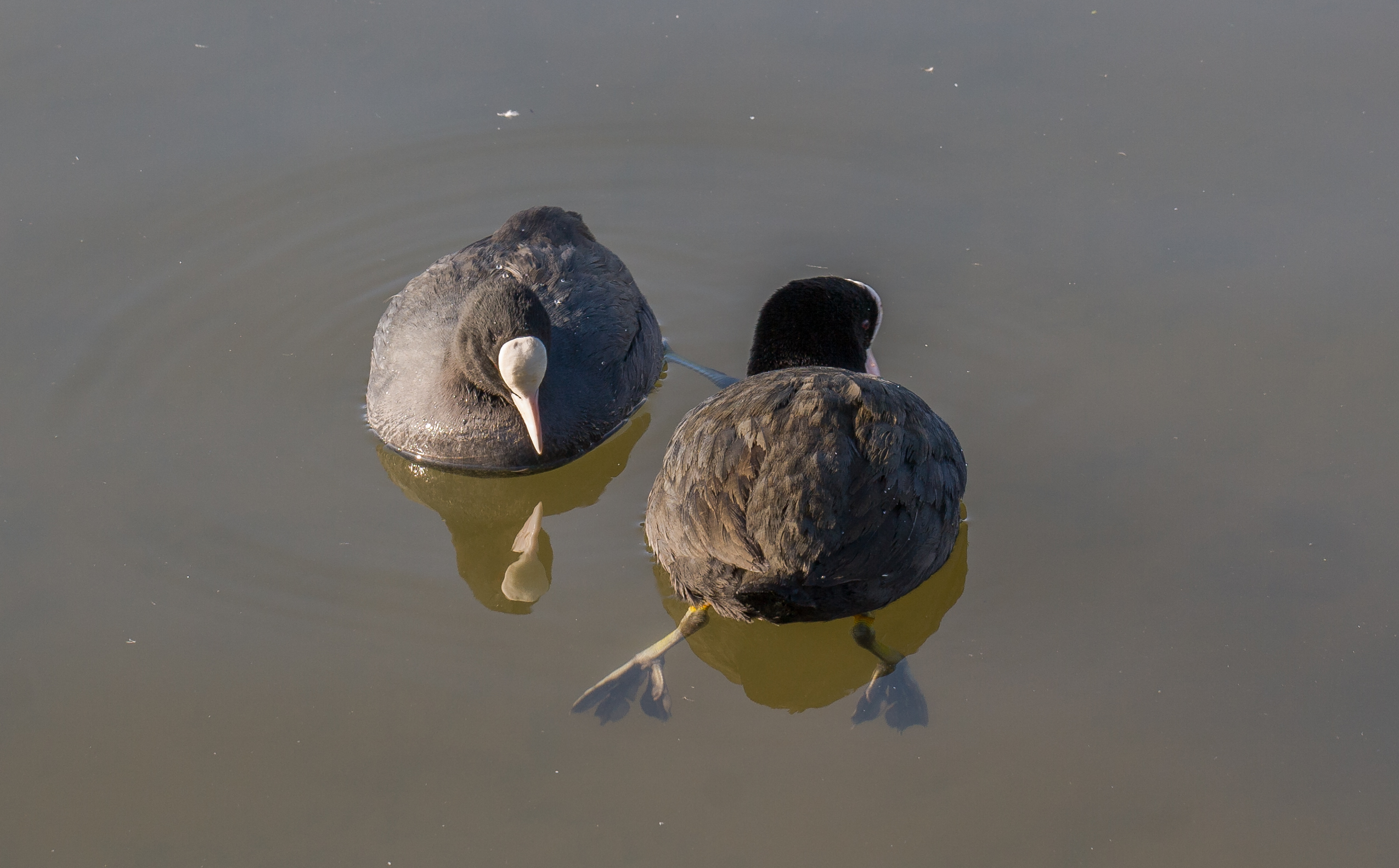
Fochas nadando.

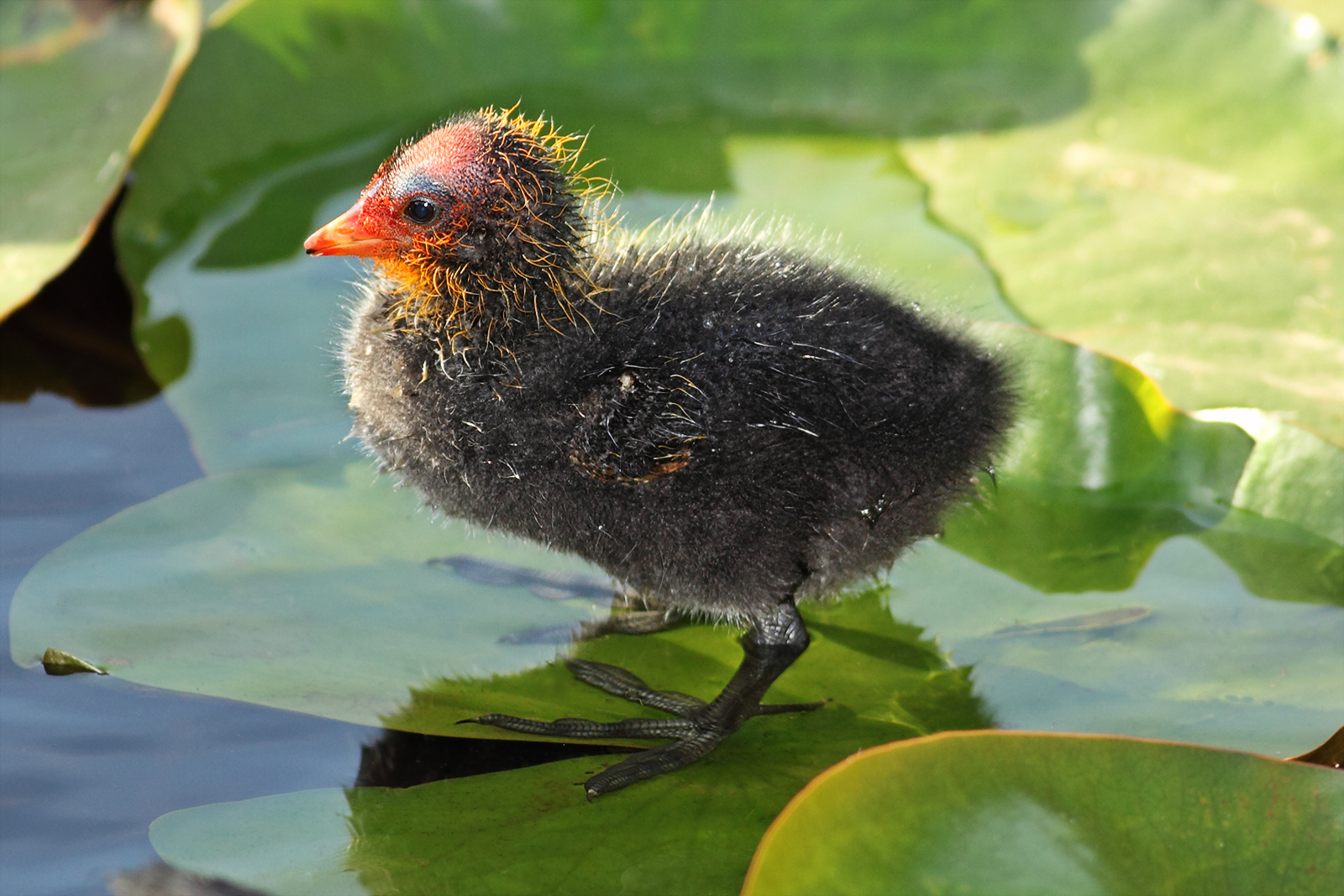
Polluelo de focha.

La focha común mide entre 32 y 42 cm de largo y pesa de 585 a 1100 g. El plumaje de los adultos es totalmente negro, en contraste con el blanco de su escudete frontal y su robusto pico. El color de sus patas varía del negro, al verdoso y amarillo. Sus patas tienen dedos lobulados largos que le permiten nadar. El iris de sus ojos es rojo. 
Los polluelos recién eclosionados están recubiertos de plumón grisáceo, salvo en la frente que está desplumada y es roja como su pico, y presenta plumón amarillo por el resto de la cabeza, especialmente en la garganta. Al crecer su cabeza se recubre totalmente de plumón grisáceo. Los especímenes jóvenes son parduzcos, con la garganta y el pecho claros, y carecen del escudo frontal. Adquieren el plumaje adulto a los 3 o 4 meses, pero no se desarrolla el escudete frontal hasta el año de edad.

## Taxonomía y etimología
La focha común es la especie tipo del género Fulica, que pertenece a la familia Rallidae, una familia de patos y semiacuáticas de tamaño medio, aunque pequeñas en comparación con el resto de Gruiformes. Las rállidas suelen tener el cuello relativamente largo, la cola corta, robustas patas con dedos largos y plumajes discretos en contraste con sus coloridos picos y escudos frontales.
La focha común fue descrita científicamente por Carlos Linneo en 1758 en la décima edición de su obra Systema naturae, con su nombre científico actual, Fulica atra.
Se reconocen cuatro subespecies de focha común:
- Fulica atra atra - distribuida por el Paleártico; invernante en África, Indonesia y Filipinas.
- Fulica atra lugubris - montañas de Java y noroeste de Nueva Guinea.
- Fulica atra novaeguinea - montañas del centro de Nueva Guinea.
- Fulica atra australis - Australia, Tasmania, Nueva Zelanda e isla Buru.

Su nombre tiene etimología latina. Fulica en latín significa simplemente «focha», y atra es la forma femenina de ater, que significa «oscuro, negro mate». Por su parte su nombre en español, focha, procede etimológicamente de la palabra latina fulica. 

## Comportamiento
Son aves palustres, que nadan bien pero tienen un vuelo pesado, por lo que suelen ser reticentes a volar, y prefieren caminar en los desplazamientos cortos. En cambio, pueden volar largas distancias durante la migración, generalmente por la noche. Para escapar o atacar suele correr chapoteando por la superficie del agua aleteando pero sin levantar del todo el vuelo.
La focha común es un ave mucho menos discreta que la mayoría de los miembros de su familia, y puede observarse fácilmente nadando en aguas abiertas o caminando entre los herbazales circundantes al agua. Es una especie agresiva y muy territorial durante el periodo de celo y nidificación, y ambos miembros de la pareja defienden su territorio. Fuera de la época de reproducción son gregarias y pueden formar grandes bandadas tolerantes con otras aves acuáticas, posiblemente para facilitarse la detección de depredadores.

### Alimentación
Las fochas son aves omnívoras que se alimentan principalmente de plantas acuáticas, semillas, frutos y hierbas, complementando su dieta con pequeños invertebrados, como insectos, caracoles y gusanos. No es extraño que también atrapen renacuajos.
Exhibe una considerable variedad de técnicas de alimentación, puede pastar en tierra o en la orilla de las charcas y ríos. También puede alimentarse sumergiendo medio cuerpo mientras nada como los ánades reales, y además ocasionalmente puede bucear para alcanzar el alimento menos accesible.

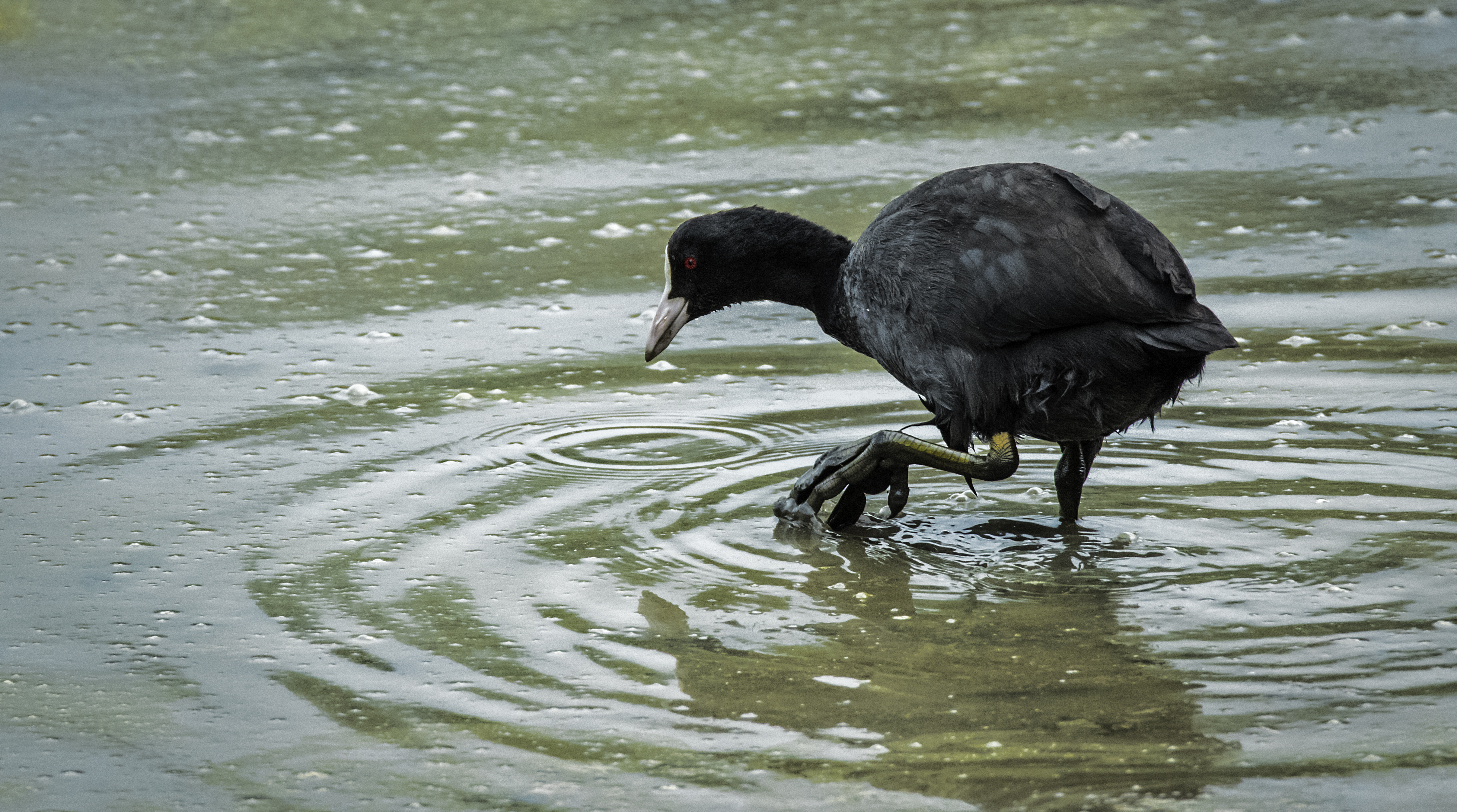
Fulica atra buscando comida en el agua

### Reproducción

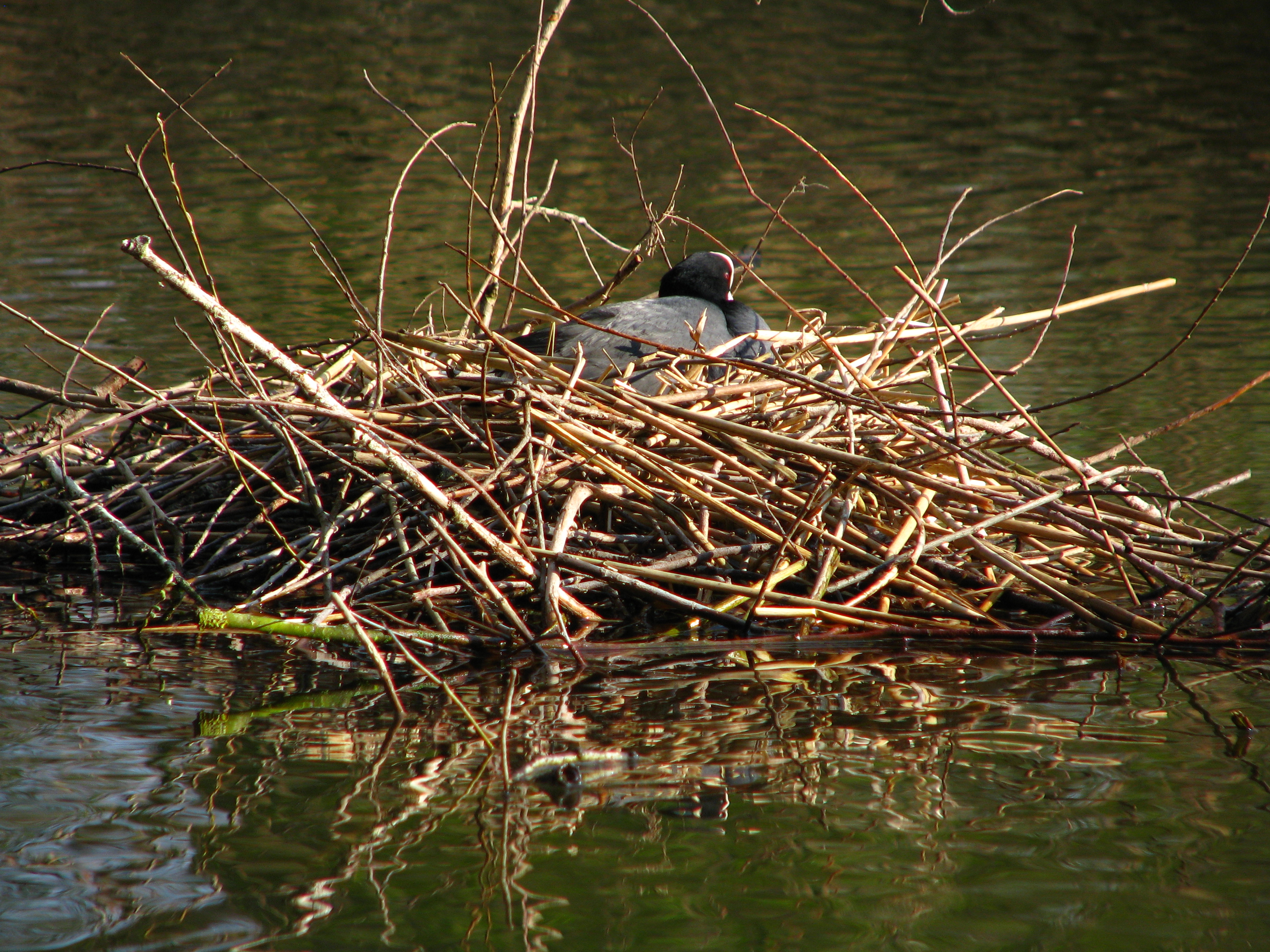
Nido con un adulto incubando.

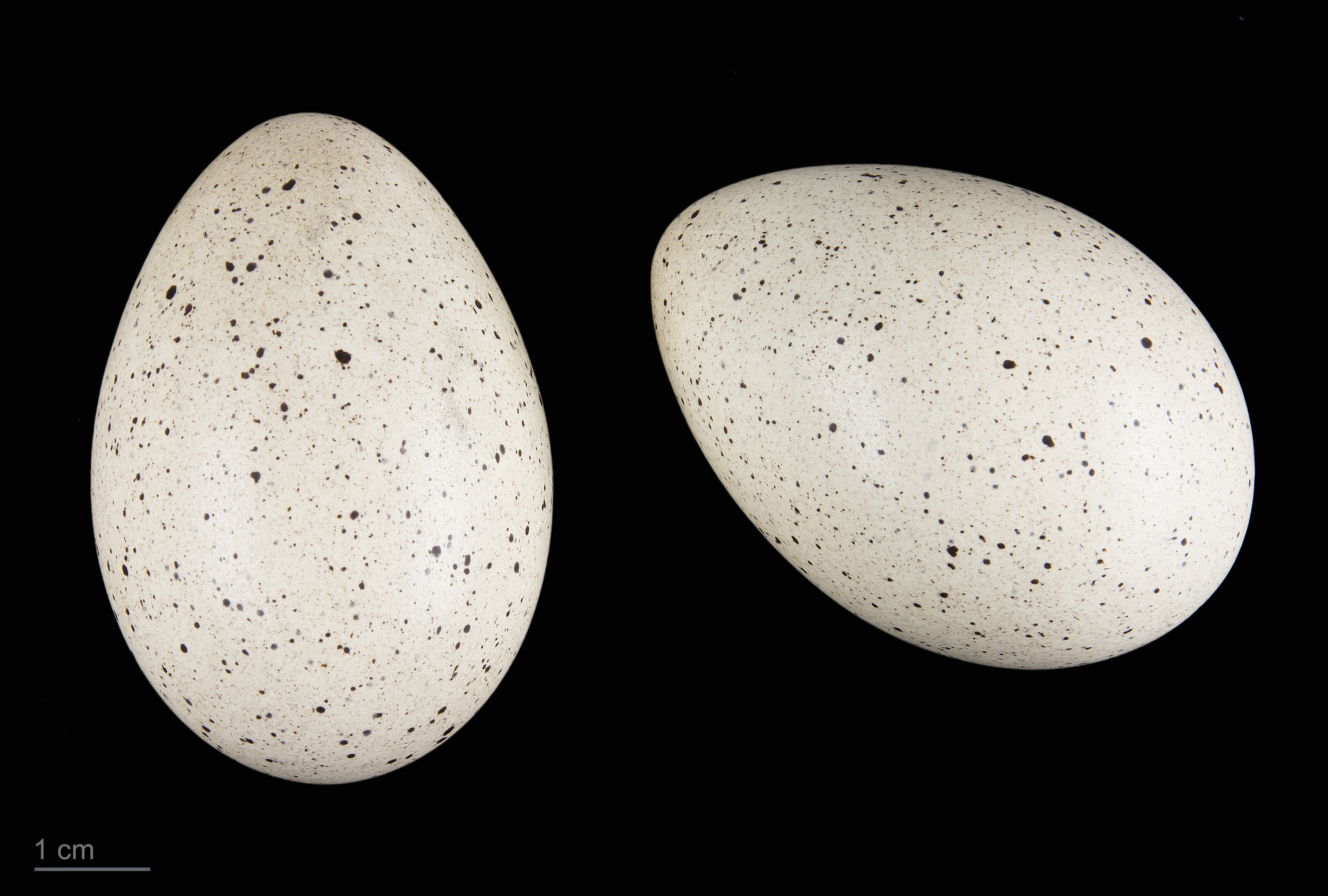
Fulica atra - MHNT

Nidifica sobre una sólida plataforma flotante de carrizos y ramas anclada entre la vegetación emergente o varada junto a la orilla, y recubierta con materiales diversos. Su época de puesta se extiende de enero a mayo. La nidada suele consistir en 5-6 huevos ocres con motas negras. Ambos progenitores incuban durante 21-24 días y alimentan a las crías nidífugas, pues abandonan el nido a los 4 días y se independizan a las 8 semanas. Las fochas pueden realizar dos o tres nidadas por temporada. 
Sus polluelos son presas comunes de las garzas y las gaviotas. Las fochas pueden ser brutales con sus propias crías en situaciones de estrés como la falta de comida. Entonces pueden picar repetidamente a los polluelos que suplican alimento hasta conseguir que se callen, e incluso pueden matarlos.
Las fochas pueden alcanzar fácilmente los diez o doce años; excepcionalmente se han comprobado edades superiores.